# Comuna de Tokarnia
Tokarnia (polaco: Gmina Tokarnia) é uma gminy (comuna) na Polónia, na voivodia de Pequena Polónia e no condado de Myślenicki. A sede do condado é a cidade de Tokarnia.
De acordo com os censos de 2004, a comuna tem 8029 habitantes, com uma densidade 116,6 hab/km².

## Área
Estende-se por uma área de 68,85 km², incluindo:
- área agrícola: 45%
- área florestal: 47%

## Demografia
Dados de 30 de Junho 2004:
|                      | Total   | Total | Mulheres | Mulheres | Homens  | Homens |
| -------------------- | ------- | ----- | -------- | -------- | ------- | ------ |
|                      | pessoas | %     | pessoas  | %        | pessoas | %      |
| População            | 8029    | 100   | 3900     | 48,6     | 4129    | 51,4   |
| Densidade (pop./km²) | 116,6   | 100   | 56,6     | 56,6     | 60      | 60     |

De acordo com dados de 2002, o rendimento médio per capita ascendia a 1300,14 zł.

## Subdivisões
- Bogdanówka, Krzczonów, Skomielna Czarna, Tokarnia, Więciórka, Zawadka.

## Comunas vizinhas
- Budzów, Jordanów, Lubień, Maków Podhalański, Pcim